# Hippoporella parva
Hippoporella parva är en mossdjursart som först beskrevs av Androsova 1958.  Hippoporella parva ingår i släktet Hippoporella och familjen Hippoporidridae. Inga underarter finns listade i Catalogue of Life.